# Kántanos
Kántanos är en ort i Grekland.   Den ligger i prefekturen Nomós Chaniás och regionen Kreta, i den södra delen av landet, 290 km söder om huvudstaden Aten. Kántanos ligger 435 meter över havet och antalet invånare är 421.
Terrängen runt Kántanos är kuperad.  Närmaste större samhälle är Paleochora, 11,7 km sydväst om Kántanos. 